# البحرين في دورة الألعاب العالمية للفروسية 2006
شاركت مملكة البحرين بخمسة رياضيين في دورة الألعاب العالمية للفروسية 2006 التي ينظمها الاتحاد الدولي للفروسية في مدينة آخن بألمانيا.

## المنافسون

### التحمل الفردي
| الراكب                 | الحصان             | الترتيب النهائي |
| ---------------------- | ------------------ | --------------- |
| دعيج بن سلمان آل خليفة | شار روشكين         | 9               |
| ناصر بن حمد آل خليفة   | غاندا كوي          | 14              |
| سلمان بن صقر آل خليفة  | آيديل ديس فياليتيس | لم يتأهل        |
| يوسف علي طاهر          | سنوي ريفر فانتوم   | لم يتأهل        |
| خالد بن حمد آل خليفة   | هيريرو ديلا موتي   | لم يتأهل        |

### التحمل الجماعي
| Rider                  | Horse      | Final rank |
| ---------------------- | ---------- | ---------- |
| دعيج بن سلمان آل خليفة | شار روشكين | 11         |
| ناصر بن حمد آل خليفة   | غاندا كوي  | 11         |